# Bucky Pizzarelli
Bucky Pizzarelli (9. ledna 1926 Paterson, New Jersey, USA – 1. dubna 2020 Saddle River) byl americký jazzový kytarista. Svou profesionální kariéru zahájil v roce 1944 jako člen kapely Vaughna Monroea. Jeho kapelu však brzy po příchodu opustil, neboť musel odejít do armády. Když se vrátil z armády domů, stal se opět členem Monroeovo souboru. V roce 1964 se stal členem domovské kapely pořadu The Tonight Show, který uváděl Johnny Carson. Tři z jeho dětí jsou rovněž hudebníci: syn John Pizzarelli kytarista, syn Martin Pizzarelli kontrabasista a dcera Mary Pizzarelli kytaristka. Během své kariéry vydal řadu alb jako leader a spolupracoval s mnoha dalšími hudebníky, mezi které patří Gene Ammons, Etta Jones, Dizzy Gillespie nebo Bill Crow.